# Orchester des 18. Jahrhunderts
Das Orchester des 18. Jahrhunderts (niederländisch: „Orkest van de Achttiende Eeuw“) ist ein niederländisches Sinfonieorchester, welches sich auf historische Aufführungspraxis spezialisiert hat und 1981 von Frans Brüggen († 2014) gegründet wurde.

## Beschreibung
Das Orchester besteht aus etwa 60 Musikern verschiedener Nationalität, allesamt Spezialisten, die auf historischen Instrumenten oder Kopien derselben spielen. In der Aufteilung und Größe entspricht das Orchester den Vorbildern, die an der Wende zum 19. Jahrhundert in Wien, London oder Paris üblich waren.
Spezialisiert hat sich das Orchester auf Werke von Bach, Rameau, Haydn, Mozart, Beethoven und deren Zeitgenossen, aber auch Werke von Chopin oder Mendelssohn Bartholdy werden gespielt.
Zu den Konzertmeistern des Orchesters gehörte Lucy van Dael, inzwischen nehmen Rémy Baudet und Marc Destrubé diese Aufgabe wahr. Das Orchester trifft sich zwei- bis dreimal im Jahr, um neue Konzertprogramme mit anschließender Aufführung in in- und ausländischen Konzertsälen zu erarbeiten. Es wurden mehr als 50 Einspielungen für das Label Philips aufgenommen.
Nach dem Ableben von Frans Brüggen einigten sich die Orchestermitglieder darauf, künftig weiterhin jährlich mehrere Konzertprogramme zur Aufführung zu bringen, künftig aber von Gastdirigenten geleitet.